# Fuente escrita
Fuente escrita es una fuente documental habitualmente usada como fuente de las historias. Es decir, se utiliza normalmente para tener plasmado algún tema o algún escrito de mucha importancia o simplemente para no perder ese apunte siendo valioso o no.
No conviene olvidar que durante la mayor parte del pasado de la humanidad (la Prehistoria) no existía la escritura; y que incluso en el pasado más reciente (la Historia), sólo una minoría culta producía documentos escritos. Tener en cuenta sólo las fuentes escritas produce un sesgo que privilegia a los testimonios de las clases dirigentes, la historia política, la historia militar, la religión y la ideología dominante. 

## Tipos de fuentes escritas
- Fuente bibliográfica; la de publicación puntual: sus documentos son los libros. Se recopilan en bibliotecas.
- Fuente hemerográfica; la de publicación periódica: sus documentos son los periódicos y revistas. Se recopilan en hemerotecas.
- Fuente epigráfica; la que se manifiesta en espacios públicos, formando parte de la arquitectura o de monumentos: sus documentos son las inscripciones estudiadas por la epigrafía.
- Fuente archivística; la no publicada, sino restringida para su propio uso por quien la produjo (el autor o fuente). Sus documentos a veces se destruyen, o si se considera que su conservación es pertinente, quedan depositados en un archivo para su recopilación. Puede ser tanto un archivo privado como un archivo público: archivo de empresa, archivo institucional, archivo eclesiástico (archivo parroquial, archivo episcopal, Archivo Secreto Vaticano), archivo municipal, archivo provincial, archivo estatal.

a